# Твій син, Земля
«Твій син, Земле», повна назва «Твій син, Земле: Повість про секретаря райкому» (груз. «მშობლიურო ჩემო მიწავ რაიკომის მდივანი») — радянський художній фільм, знятий режисером Резо Чхеїдзе у 1980 році на студії «Грузія-фільм», соціальна драма. Створено в двох версіях — для кіно (2 серії) і телебачення (4 серії).

## Сюжет
До рідної долини Вайо повертається призначений туди секретарем райкому партії Георгій Торелі. Його радо зустрічає голова колгоспу, імпозантний Мераб Сетурідзе, охоче демонструючи активне будівництво, показову ферму, розповідаючи про плани на врожай. Однак молодий партієць, який не направився відразу в правління, а «погулявши» до цього по володіннях колгоспу, вже бачить, що все не так райдужно — показовій фермі з коровою-рекордисткою, яка нібито дає 12 тонн молока на рік (над чим селяни тихо сміються) супроводжує запущена, та й вся долина згасає в порівнянні з тим, що пам'ятав Георгій зі свого дитинства — із сотні сіл з садами та виноградниками залишилося шість і народ так і прагне перебратися в місто. Розслідування Торелі виявляє, що справа не тільки у витоці народу, що прагне стати городянами — в районі присутнє серйозне окозамилювання і корупція, включаючи голову, який не нехтує браконьєрством з вертольота і неможливістю для місцевих жителів потрапити в лікарню без хабаря. Голова не сприймає інтелігентного секретаря як серйозного противника, однак спілкування Георгія з народом приносить свої плоди, і Сетурідзе зміщують, обираючи на головуючий пост агронома Резо Імедадзе. Однак це не єдина з накопичених бід долини, які йому доводиться вирішувати, і Георгій, як істинний син цієї землі, докладає всіх зусиль, як свої, так і залучаючи друзів і мати, яка було пішла на спокій, щоб зробити знову квітучою занедбану землю, відновити тут колись рясні виноградники й переконати людей повертатися в рідні місця і допомагати в їх відродженні.

## У ролях
- Темур Чхеїдзе — секретар райкома партії Георгій Торелі
- Єва Хутунашвілі — Асмат Іашвілі
- Іраклій Хізанішвілі — голова райвиконкому Гурам Глонті
- Георгій Харабадзе — голова колгоспу Мераб Сетурідзе
- Георгій Берідзе — Беглар Мжавіа
- Михаил Вашадзе — виноградарь Абесалом Девносадзе
- Баграт Девносадзе — Баграт
- Олександр Джаліашвілі — дідусь Таріел
- Гоча Капанадзе — Поліактор Ахалкаці
- Роланд Какаурідзе — Карло Галдавадзе
- Зураб Кіпшидзе — вчитель
- Зураб Лаперадзе — Шота Беродзе
- Віктор Нінідзе — Торніке Сепертеладзе
- Ія Нінідзе — Саломе
- Юрій Саранцев — Дерюгін
- Леван Учанейшвілі — агроном Резо Імедадзе
- Нато Хеладзе — бабуся Дареджан
- Іраклій Хітарішвілі — Георгій в дитинстві
- Давид Чубінішвілі — Парсман (батько Георгія)
- Циала Чхеїдзе — Тамарі

## Знімальна група
- Режисер: Резо Чхеїдзе
- Автори сценарію: Суліко Жгенті, Резо Чхеїдзе
- Художник-постановник: Зура Медзмаріашвілі
- Композитор: Гія Канчелі
- Оператор: Ломер Ахвледіані